# Neuraeschna
Genre
Neuroaeschna est un genre d'insectes dans la famille des Aeshnidae appartenant au sous-ordre des Anisoptères dans l'ordre des Odonates. 

## Liste d'espèces
Le genre comprend 15 espèces :
- Neuraeschna calverti Kimmins, 1951
- Neuraeschna capillata Machet, 1990
- Neuraeschna claviforcipata Martin, 1909
- Neuraeschna clavulata Machet, 1990
- Neuraeschna cornuta Belle, 1989
- Neuraeschna costalis (Burmeister, 1839)
- Neuraeschna dentigera Martin, 1909
- Neuraeschna harpya Martin, 1909
- Neuraeschna maxima Belle, 1989
- Neuraeschna maya Belle, 1989
- Neuraeschna mayoruna Belle, 1989
- Neuraeschna mina (Williamson & Williamson, 1930)
- Neuraeschna producta Kimmins, 1935
- Neuraeschna tapajonica Machado, 2002
- Neuraeschna titania Belle, 1989